# Half Hour of Power
Albums de Sum 41
All Killer, No Filler
(2001)
Singles
1. Makes No Difference
Sortie : juin 2000

Half Hour of Power est le premier album studio du groupe canadien Sum 41. Il est sorti en juin 2000.
Les avis divergent quant à la qualification de cet enregistrement en tant qu'album ou en tant qu'EP. Bien qu'il n'y ait pas de critères précis pour différencier les deux qualificatifs, il est généralement admis qu'un EP contient de quatre à huit chansons et dure moins de 30 minutes. Half Hour of Power contient onze chansons et dure exactement 30 minutes et devrait donc être qualifié d'album. Cependant, le débat porte sur le fait que la dernière piste de l'album contient un blanc de 3:28 qui amène le disque à une durée de 30 minutes, et donc de savoir s'il faut compter ce blanc dans la durée de l'enregistrement. Néanmoins, la présence de ce blanc n'est pas un hasard, le groupe l'ayant probablement placé pour voir son enregistrement qualifié d'album, d'autant que le titre de l'album signifie une demi-heure de puissance.
Les morceaux sont plutôt punk et heavy metal, bien qu'on retrouve des cuivres dans la chanson Second Chance for Max Headroom et des éléments de rap-metal dans la chanson Dave's Possessed Hair/It's What We're All About, style qui sera plus tard repris dans Fat Lip sur l'album All Killer, No Filler. L'album contient trois titres instrumentaux, Grab the Devil by the Horns and **** Him Up the *** (qui rend hommage au heavy metal des années 1980), 32 Ways to Die, qui présente un solo de batterie de Steve Jocz, et Ride the Chariot to the Devil (qui est également un hommage au heavy des années 1980.). Un single a été tiré de cet album, Makes No Difference, qui est la chanson qui a fait connaître Sum 41 au Canada. Cet album n'a été disponible qu'en import en France.

## Liste des pistes
| Half Hour of Power | Half Hour of Power                                  | Half Hour of Power | Half Hour of Power | Half Hour of Power | Half Hour of Power | Half Hour of Power | Half Hour of Power | Half Hour of Power | Half Hour of Power |
| No                 | Titre                                               | Auteur             | Durée              |                    |                    |                    |                    |                    |                    |
| ------------------ | --------------------------------------------------- | ------------------ | ------------------ | ------------------ | ------------------ | ------------------ | ------------------ | ------------------ | ------------------ |
| 1.                 | Grab the Devil by the Horns and **** Him Up the *** | Sum 41             | 1:06               |                    |                    |                    |                    |                    |                    |
| 2.                 | Machine Gun                                         | Sum 41             | 2:29               |                    |                    |                    |                    |                    |                    |
| 3.                 | What I Believe                                      | Sum 41             | 2:49               |                    |                    |                    |                    |                    |                    |
| 4.                 | T.H.T.                                              | Sum 41             | 0:43               |                    |                    |                    |                    |                    |                    |
| 5.                 | Makes No Difference                                 | Sum 41             | 3:10               |                    |                    |                    |                    |                    |                    |
| 6.                 | Summer                                              | Sum 41             | 2:40               |                    |                    |                    |                    |                    |                    |
| 7.                 | 32 Ways to Die                                      | Sum 41             | 1:30               |                    |                    |                    |                    |                    |                    |
| 8.                 | Second Chance for Max Headroom                      | Sum 41             | 3:51               |                    |                    |                    |                    |                    |                    |
| 9.                 | Dave's Possessed Hair/It's What We're All About     | Sum 41             | 3:47               |                    |                    |                    |                    |                    |                    |
| 10.                | Ride the Chariot to the Devil                       | Sum 41             | 0:55               |                    |                    |                    |                    |                    |                    |
| 11.                | Another Time Around (la chanson dure 3:22)          | Sum 41             | 6:50               |                    |                    |                    |                    |                    |                    |
| 30:00              |                                                     |                    |                    |                    |                    |                    |                    |                    |                    |

- La chanson Dave's Possessed Hair/It's What We're All About sera reprise pour la chanson What We're All About présente sur la BO du film Spider-Man, sorti en 2002
- La chanson Summer sera reprise sur l'album All Killer, No Filler
- La chanson 32 Ways to Die est une référence à la chanson 99 Ways to Die de Megadeth
- Après la chanson Another Time Around figure un blanc de 3:28 au bout duquel, pourtant, ne se trouve aucun morceau-fantôme avant la fin du disque.

## Collaborateurs
- Deryck Whibley - guitare, chant
- Dave Baksh - guitare solo, chœur, chant sur Dave's Possessed Hair/It's What We're All About
- Cone McCaslin - basse
- Steve Jocz - batterie, chant sur Dave's Possessed Hair/It's What We're All About